# José Calzado
José Calzado Ferrer, conocido como Pepín (Córdoba, España, 5 de febrero de 1954) es un exfutbolista español que se desempeñaba como centrocampista.

## Clubes
- INFORMACIÓN:[2].

| Club                      | País          | Año           | Partidos | Goles |
| ------------------------- | ------------- | ------------- | -------- | ----- |
| Club Esportiu Jupiter     | España        | 1977-1978     | 2        | 3     |
| Club Getafe Deportivo     | España        | 1978-1980     | 73       | 6     |
| Real Valladolid Deportivo | España        | 1980-1984     | 148      | 11    |
| Córdoba C.F.              | España        | 1985-1988     | 76       | 15    |
| F.C. Andorra              | Andorra       | 1989-1990     | 12       | 0     |
| Total carrera             | Total carrera | Total carrera | 311      | 35    |

## Palmarés

### Campeonatos nacionales
| Título          | Club                      | País                | Año  |
| --------------- | ------------------------- | ------------------- | ---- |
| Copa de la Liga | Real Valladolid Deportivo | Madrid y Valladolid | 1984 |